# Jaroslav Rudiš

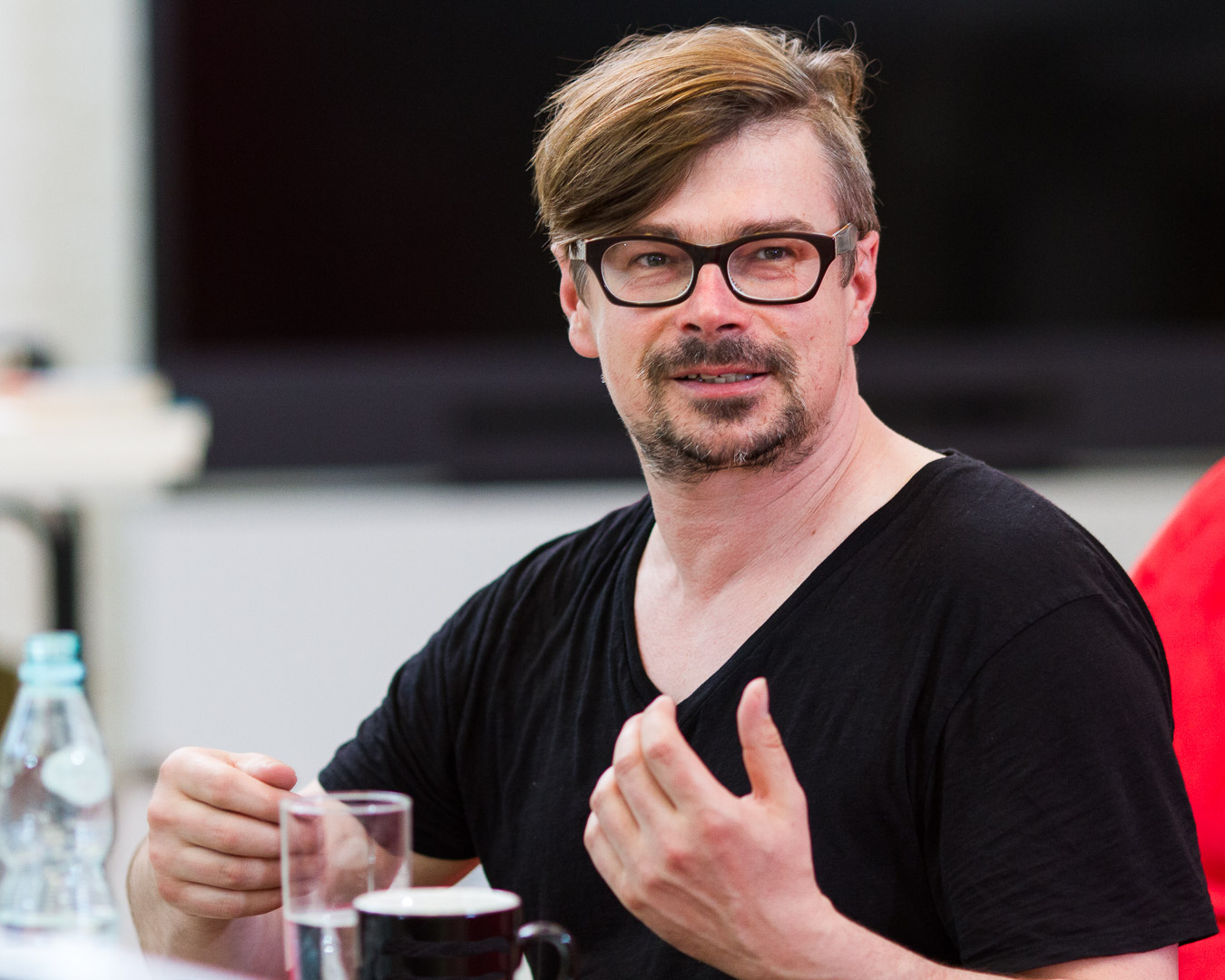
Jaroslav Rudiš, 2015

Jaroslav Rudiš (Turnov, el 8 de junio de 1972) es un escritor checo, Novelista, autor de obras de teatro y radiofónicas, autor de guiones para historietas. Ganó el premio Jiří Orten al mejorautor menor de treinta años con su primera novela, el Premio Alfréd Radok y el Premio de la Radio Checa, y nominado a Magnesia Litera. Sus libros han sido traducidos a muchos idiomas, incluidos alemán, español, francés, italiano y holandés. Además, es el autor del cómic conocido Alois Nebel.

## Biografía
Jaroslav Rudiš nació en el año 1972 en Turnov y creció en Lomnice nad Popelkou. Iba al instituto en Turnov y después siguió con los estudios universitarios en Liberec, Praga, Zúrich y Berlín. Se dedicó a estudiar alemán, historia y periodismo. Ha tenido varias ocupaciones a lo largo de su vida. Fue DJ, líder de un grupo punk, publicista y periodista antes de convertirse en uno de los escritores checos más destacados de la década de 2000. Además, es músico y a veces toca con el grupo rock U-Bahn y The Bombers. Con Igor Malijevski organizan cada mes una noche músico-literal en el teatro Archa en Praga donde se presentan las obras literarias de los autores actuales checos.

## Obra
Su primer libro Nebe pod Berlínem (El cielo debajo de Berlín) fue publicado en 2002 y por esta obra Rudiš recibió el premio Jiří Orten, que es un reconocimiento importante para los autores menores de treinta años. Se trata de varias historias situadas en Berlín, sobre todo en el metro de Berlín (U-bahn) que sirve como escenario para la evolución de un grupo rock. El libro nos invita a un mundo subterráneo de la capital alemana donde aparecen y suceden cosas distintas de la vida cotidiana. Hay que dejarse llevar por el ritmo de la ciudad, y el ritmo del rock, para sumergirse en una realidad diferente. 
A este libro le siguió la trilogía del cómic Alois Nebel que creó entre los años 2003 y 2005, con la cooperación del artista Jaromír 99. Primero se publicó por partes en una revista checa hasta salir como un libro en 2006. De este cómic nació también una obra de teatro y más tarde una película del director Tomáš Luňák. El eje de las historias es el personaje Alois Nebel que trabaja como un guarda ferroviario en la estación de trenes. Es un verdadero apasionado de todo lo que tiene que ver con los trenes y se sabe el horario de salidas y llegadas de memoria. Nos sitúa en varios lugares - desde una estación de trenes en un pueblo abandonado en las montañas, hasta la estación principal en Praga. El hilo conductor entre las historias es, nuevamente, una existencia de una realidad mágica representada por la mirada de Alois Nebel –  por su estación pasan trenes que parece que salieran de la profundidad del pasado… Como si volvieran los fantasmas de los momentos de la historia checo-alemana reciente que no puede ser olvidada.
Con su compañero de clase Petr Pýcha escribió dos obras teatrales  – Léto v Laponsku (Verano en Laponia) y Strange love. Después siguieron tres novelas. La primera -  Grandhotel – fue publicada en 2006 y cuenta una historia del protagonista Fleischman que vive y trabaja en el grandhotel situado en el pico de una colinam Ještěd. Su pasión es la meteorología y sus días los dedica a mirar las nubes y llevar un registro detallado de ellas, y su afecto platónico por una chica del tiempo de la televisión.. El autor también escribió el guion para esta película que lleva el mismo nombre. 
Con la novela Potichu (En silencio) (Quietly, Labyrint, 2007) no tuvo éxito en la República Checa pero su traducción (2012) fue muy bien recibida en Alemania. En ella, Rudiš, presenta cinco historias de varias personas que se encuentran entre Praga y Lisboa. Se habla de sus deseos, amores y de la música y el silencio.
Konec punku v Helsinkách (El fin del punk en Helsinki, Labyrint, 2010). Al igual que las obras anteriores, adopta varios puntos de vista. Ole, el fundador del grupo Automat, vive en una ciudad en la antigua Alemania del Este y tiene el bar Helsinki en Leipzig donde se reúnen los punk. No puede olvidar a su primera novia Nancy cuyo diario representa otra historia situada en la época comunista en la República Checa alrededor del año 1987. Aquí se encuentra un pasado lleno de esperanzas hacia un futuro mejor, con el presente “vacío“ que carece de cualquier esperanza.
En junio de 2013 salió Národní třída (National Avenue, Labyrint, 2013), que se basó en su obra de teatro original escrita para Divadlo Feste. Su héroe es uno de los perdedores de la vida, Vandam, un luchador de un bloque de pisos prefabricado, criado por la urbanización y sus bares.
Rudiš es también un autor de cuentos representados en los libros Co z tebe bude (De qué te ocuparás un día), Tos přehnal, miláčku (¡Demasiado!, cariño) y Povídky o mužích (Cuentos sobre los hombres).